# Förnyelsekrafterna
Förnyelsekrafterna (Forces du Renouveau) är ett politiskt parti i Demokratiska republiken Kongo.
Partiledaren Mbusa Nyamwisi ledde under Andra Kongokriget RCD-Befrielserörelsen, som efter krigsslutet var representerad i Joseph Kabilas övergångsregering.